# Mount Stuart House

Mount Stuart House

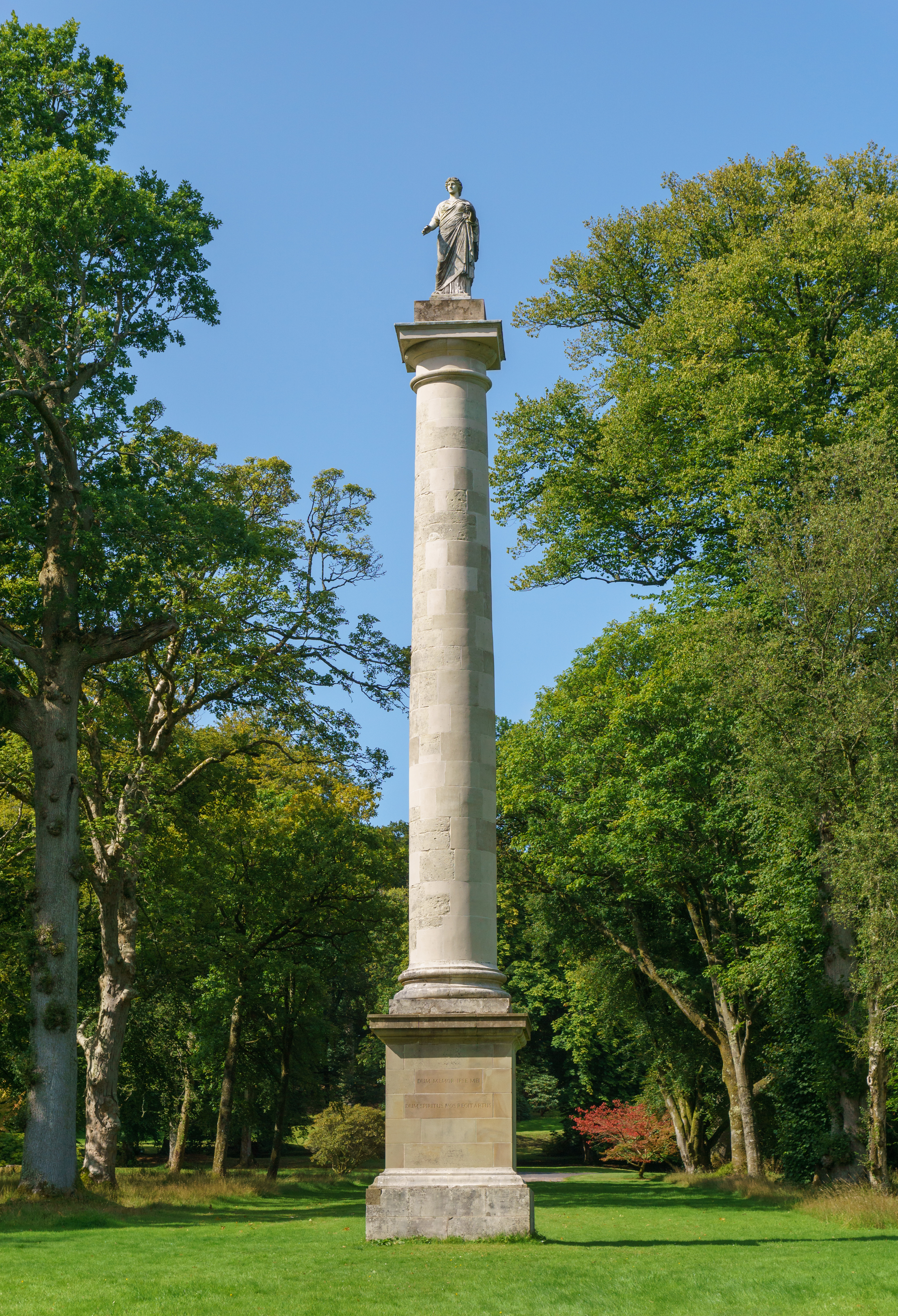
Monument in den umgebenden Parkanlagen

Mount Stuart House ist ein Schloss auf der schottischen Insel Bute. Es liegt in einem Wald nahe der Ostküste etwa fünf Kilometer südöstlich von Rothesay, dem Hauptort der Insel. 1971 wurde das Mount Stuart House in die schottischen Denkmallisten in die höchste Kategorie A aufgenommen.

## Geschichte
Das heutige Mount Stuart House ersetzt ein Vorgängergebäude aus dem Jahre 1718. Dieses wurde von dem schottischen Architekten Alexander McGill geplant und besaß eine Länge von etwa 70 m bei einer Breite von etwa 20 m. Sowohl im Norden als auch im Süden des Haupttraktes gingen Flügel in westlicher Richtung ab. Mit Ausnahme der katholischen Kapelle im Nordflügel zerstörte ein Brand im Jahre 1877 die meisten Teile dieses Hauses.
Das heutige Mount Stuart House wurde von Robert Rowand Anderson geplant und im Jahre 1878 für den 3. Marquess of Bute erbaut. Ein im Georgianischen Stil gehaltener unbeschädigter Gebäudeteil des alten Gebäudes wurde hierbei in das heutige, neogotische Gebäude integriert. Der Bau kostete etwa 300.000 £. Das im Norden angrenzende und ebenfalls denkmalgeschützte Mausoleum von Mount Stuart House entstand um das Jahr 1900. 1995 wurde Mount Stuart House schließlich für Besichtigungen der Öffentlichkeit zugänglich gemacht.
Obschon Mount Stuart House architektonisch an mittelalterliche Motive angelehnt ist, war es zu Bauzeiten mit neuster Technik ausgestattet. So war es das erste Wohngebäude Schottlands, das über ein elektrisches Beleuchtungssystem verfügte. Seit 1878 war es mit einer eigenen Leitung an das im Aufbau befindliche Telefonnetz angeschlossen. Es war von Beginn mit einer für diese Zeiten innovativen Zentralheizung ausgestattet, welche die einzelnen Räume mit einem Rohrsystem verband. Außerdem besaß Mount Stuart House das erste beheizte Schwimmbecken innerhalb eines Hauses. Zur Versorgung des Gebäudes wurde eigens zu diesem Zwecke ein Wasserwerk in drei Kilometer Entfernung errichtet.